# Triclisia macrophylla
Triclisia macrophylla és una espècie de planta de la família de les menispermàcies. Es troba al Camerun, a Guinea Equatorial i a Sierra Leone. Habita els boscos de terres baixes humits tropicals o subtropicals i els boscos montans humits tropicals o subtropicals. Està amenaçada per la destrucció de l'hàbitat.